# Idaea bisetata
Idaea bisetata là một loài bướm đêm trong họ Geometridae.